# Max Wagenknecht
Max Otto Arnold Wagenknecht (Woldisch Tychow, Pomerània, 14 d'agost de 1857 – Anklam, també a la Pomerània, 7 de maig de 1922) fou un compositor alemany de música per a piano i orgue.
L'obra més famosa de Wagenknecht és el Op. 5, 58, Vor und Nachspiele, on demostra un do especial per les composicions melòdiques per a orgue melòdic que uneixen la música tradicional de l'església i l'era de la música romàntica de finals del segle xix.
Máx va néixer del matrimoni entre el professor Karl Ernest Julius Wagenknecht i Séraphine Emilie Tugendreicht Siefert. Molt aviat es familiaritzà amb la música escrita i més tard estudià piano i música per a orgue. Una beca que va rebre al redós de 1875, li'n va permetre continuar estudis en l'Escola Superior de Música de Berlín (avui la Universitat de les Arts de Berlín), que acabà al redós de l'any 1880.
En el Castell de Franzburg, i en el Wagenknecht Lehrerseminar l'alumne es convertí en professor, i fou aquí on va conèixer la seva futura esposa Meta Benz, amb la qual s'hi casà el 1885. Amb ella varen tenir dos fills, Gertrude (1884-1970) i Georg (1889-1951).
Com a professor de música al Vorpommersche Lehrerseminar de Franzburg des del 1901 va romandre com a compositor i organista a Anklam, aquí fou on completà el juliol de 1889 l'Op. 5, famós. En aquell temps Wagenknecht estava involucrat en la construcció i restauració d'orgues, i a més donà alguns concerts acompanyat d'orquestres.
Va néixer a Woldisch Tychow, Pomerània, Estat Lliure de Prússia i va passar la major part de la seva vida a la regió de Mecklenburg-Pomerània Occidental, on va ser professor de música al Col·legi de Professors de Franzburg i, més tard, organista i compositor a Anklam.
El nombre total d'obres de Wagenknecht no es coneix exactament. De llurs composicions se'n conserven només les següents:
- Opus 1: Tres polkes per a piano
- Opus 2: Rheinlander per a violí i piano amb acompanyament de flauta
- Opus 3: Tres cançons amb lletra de Schanz, Kletke i Reinick amb acompanyament de piano
- Opus 5: "Vor und Nachtspiele" compost de 58 peces curtes per a orgue i una Fughette i Fuga; és la seva obra més coneguda, acabada el juliol de 1889 a Franzburg.[2]
- Opus 10, 13 i 14: Cançons amb acompanyament de piano